# Listă de cărți: S
Lista cărți: A - Ă - B - C - D - E - F - G - H - I - Î - J - K - L - M - N - O - P - Q - R - S - Ș - T - Ț - U - V - W - X - Y - Z
- Sabotaj din iubire de Amelie Nothomb
- Sacrificiul Vraciului de Joseph Delaney
- Salcia oarbă, fata adormită de Haruki Murakami
- Să ucizi o pasăre cântătoare de Harper Lee
- Secretul Vraciului de Joseph Delaney
- Semne bune de Terry Pratchett și Neil Gaiman
- Simbolul pierdut de Dan Brown
- Singur pe lume de Hector Malot
- Soarele gol de Isaac Asimov
- Stăpânul Inelelor de J.R.R. Tolkien
- Steaua sudului de Jules Verne
- Stol de păsări albe de Yasunari Kawabata
- Străinul de Albert Camus
- Substanța M de Philip K. Dick